# Banco Nacional de Kazajistán
El Banco Nacional de Kazajistán (kazajo: Қазақстан Ұлттық Банкі, Qazaqstan Ulttıq Banki; ruso:
Национальный банк Республики Казахстан, Natsional'nyy bank Respubliki Kazajstan) es el banco central de Kazajistán.
El Banco Nacional se constituyó el 13 de abril de 1993, con el fin de convertirse en el banco central de Kazajistán. El banco surgió en la secuencia de la reorganización de Gosbank (su designación bajo la República Socialista Soviética de Kazajistán, una de las repúblicas de la Unión Soviética).
El 15 de noviembre de 1999, el Banco Nacional de Kazajistán se convirtió en el fundador y el único accionista del Fondo de Seguro de Depósitos de Kazajistán ("KDIF").

## Planes de reestructuración económica y monetaria futura
Hay planes para un establecimiento futuro de un Banco Central Euroasiático y de una moneda común, llamada Altyn (una moneda usada históricamente en Rusia y en varios países turcófonos), entre los miembros de la Unión Económica Euroasiática. Históricamente, Altyn es una moneda usada en Rusia y en varios países turcófonos, que deberá ser reintroducida en el año 2025.